# توراج‌لی
توراج‌لی (به لاتین: Turaclı، به آواری: ЧIегIеррохьоб) یک منطقه مسکونی در جمهوری آذربایجان است که در شهرستان قاخ واقع شده است. توراج‌لی ۹۹۲ نفر جمعیت دارد.